# Георги Божинов
Вижте пояснителната страница за други личности с името Георги Божинов.
Георги Тодоров Божинов е български политик, заместник-председател на БСП, народен представител. През 2005-2009 г. е Председател на Парламентарната комисия по природната среда към 40 то НС.Един от водачите на т.нар. Ляво крило в БСП.
Син е на политика от БЗНС Тодор Божинов, който е бил председател на Окръжното ръководство на БЗНС във Враца (1971 - 1989) и народен представител.